# Токмазея
Токмазея (рос. Токмазея; рум. Tocmagiu) — село в Григоріопольському районі в Молдові (Придністров'ї). Входить до складу Тейської сільської ради.
Станом на 2004 рік у селі проживало 2 українців.